# Arena Sorocaba
A Arena Sorocaba, também chamada Arena Eurydes Bertoni Júnior, é um ginásio localizado na cidade de Sorocaba, São Paulo. Tem como clube mandante o Sorocaba Futsal.

## História
A Arena Sorocaba estava programada para receber as primeiras partidas do Sorocaba Futsal em 2014, como Futsal Brasil Kirin. O projeto estava previsto para ser entregue em abril de 2014, porém, um erro de cálculo causou o desabamento do telhado e de parte da estrutura após fortes chuvas.
A obra da Arena Sorocaba foi finalmente concluída em setembro de 2016, sendo entregue ao clube no dia 28. Batizada como Arena Eurydes Bertoni Júnior e conhecida como Arena Sorocaba, ela possui oficialmente a capacidade de 4 263 espectadores sentados. Durante a pandemia de COVID-19 no Brasil, entre 25 de maio até 9 de outubro de 2020, a Arena serviu como hospital de campanha com 150 leitos especializados.